# Piwnica pod Baranami

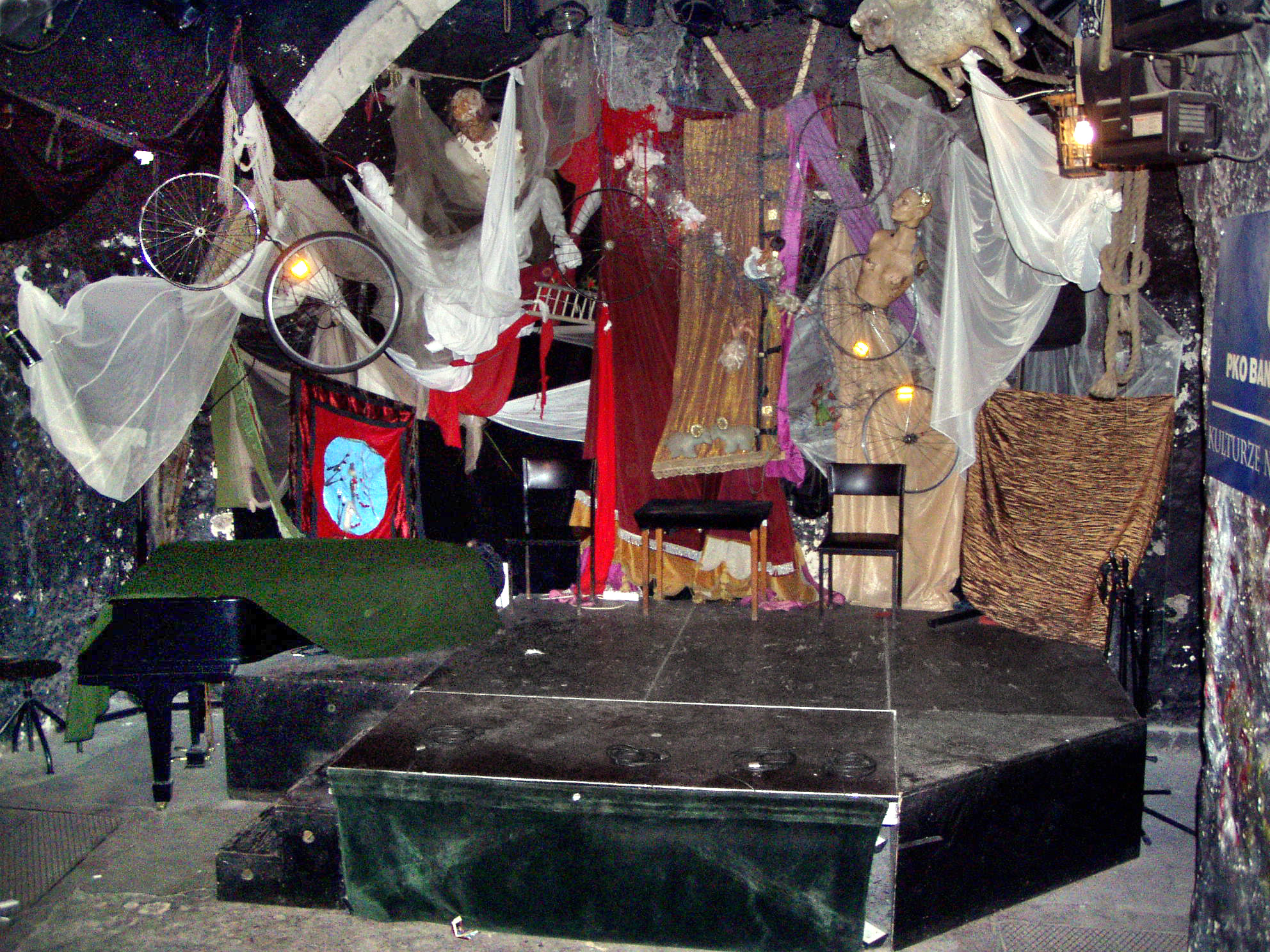
Sân khấu của Piwnica pod baranami

Piwnica pod Baranami (tiếng Anh: The Basement, or the Cellar under the Rams) là một cabaret văn học Ba Lan nằm ở Kraków, Ba Lan. Trong hơn ba mươi năm, tại Cộng hòa Nhân dân Ba Lan, Piwnica pod Baranami từng là cabaret chính trị nổi tiếng nhất trong cả nước, cho đến khi kết thúc (và hơn thế nữa) thời kỳ cộng sản. Được thành lập bởi Piotr Skrzynecki vào năm 1956, cabaret tiếp tục hoạt động, trái với những tin đồn rằng nó đã bị đóng cửa sau cái chết của người sáng lập vào năm 1997. Nó nằm ở vị trí ban đầu của nó trong thời trung cổ khu Phố cổ, tại Quảng trường Chợ Chính (bên cạnh vis-a-vis café).  

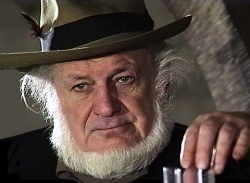
Piotr Skrzynecki

Lúc đầu, cơ sở là nơi gặp gỡ của sinh viên Kraków. Đó là một câu lạc bộ dành cho giới trẻ sáng tạo (Klub Młodzieży Twórczej), một phần của Trung tâm cộng đồng phố cổ trong Cung điện dưới thời Rams (Pałac Pod Baranami). Sân khấu được hình thành bởi các nghệ sĩ trẻ thuộc nhiều thể loại khác nhau: nhà văn, nhạc sĩ, nghệ sĩ thị giác và diễn viên, cũng như bạn bè và khán giả trung thành của họ. Sau gần năm mươi năm, Piwnica đã trở thành một huyền thoại của sự lập dị địa phương, và phong cách của cabaret Piwnica đã đi vào ngôn ngữ thông tục như là "phong cách ngầm (piwnica)". Một ghi chép về ảnh hưởng cabaret tại Piwnica được đưa ra trong cuốn sách năm 2010 A Long, Thời gian dài và về cơ bản là đúng bởi Brigid Pasulka.
Ảnh hưởng của Piwnica đã vượt ra ngoài nghệ thuật; do đó, nó đã được mô tả: "Nó không chỉ là một cabaret. Đó là một hơi thở tự do và khoảng cách mỉa mai với thực tế xung quanh chúng ta. " 

## Các nghệ sĩ của Piwnica pod Baranami

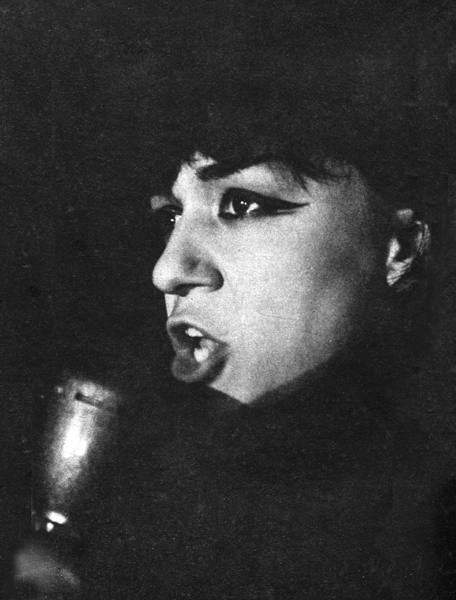
Demarczyk

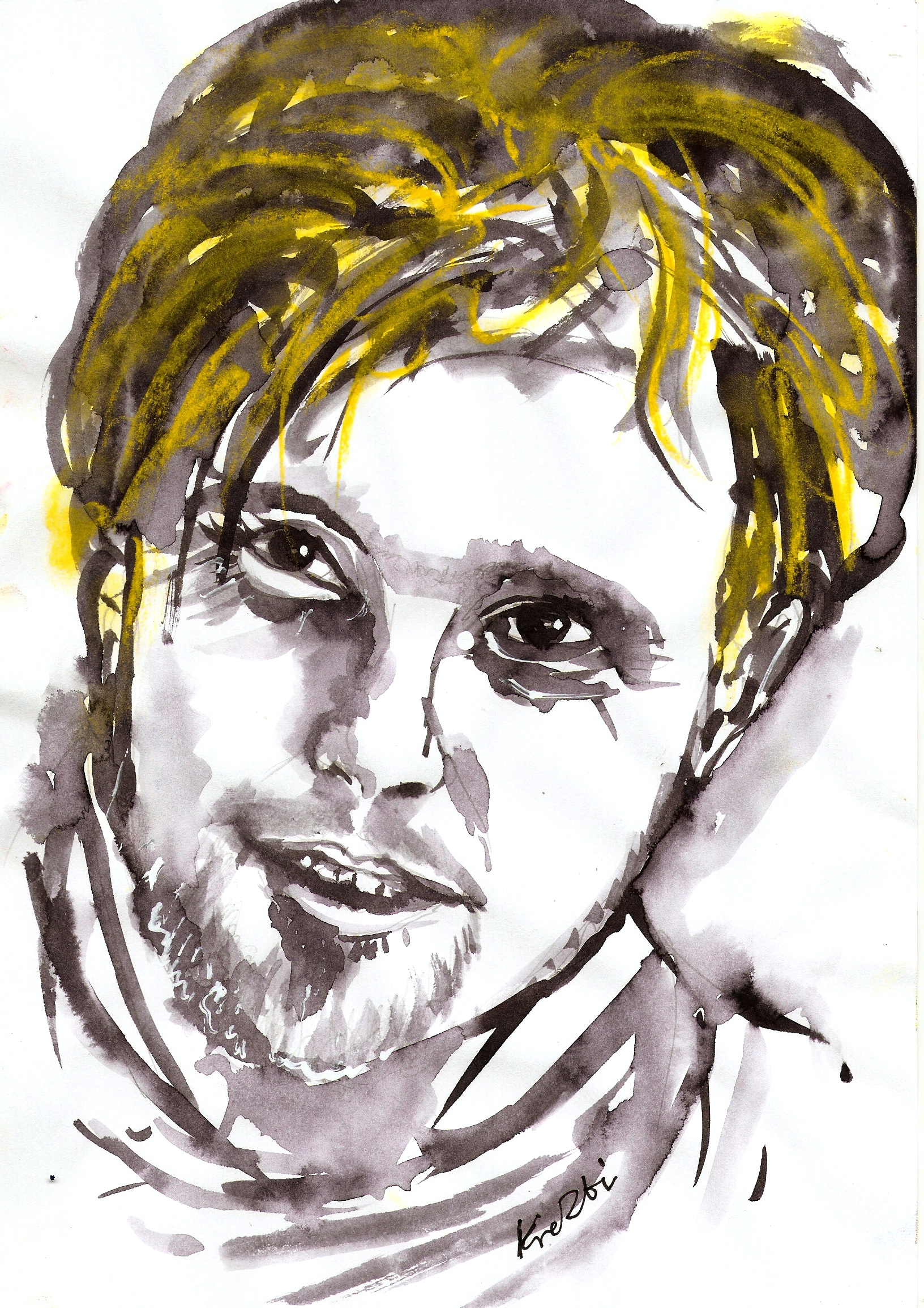
Komeda

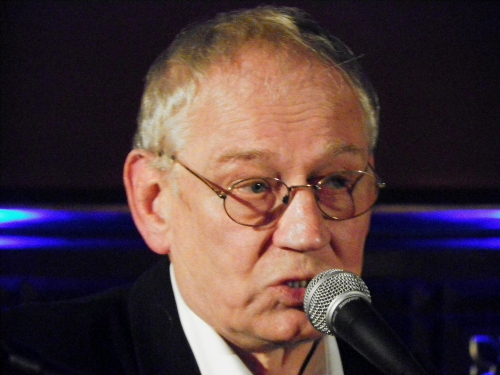
Długosz

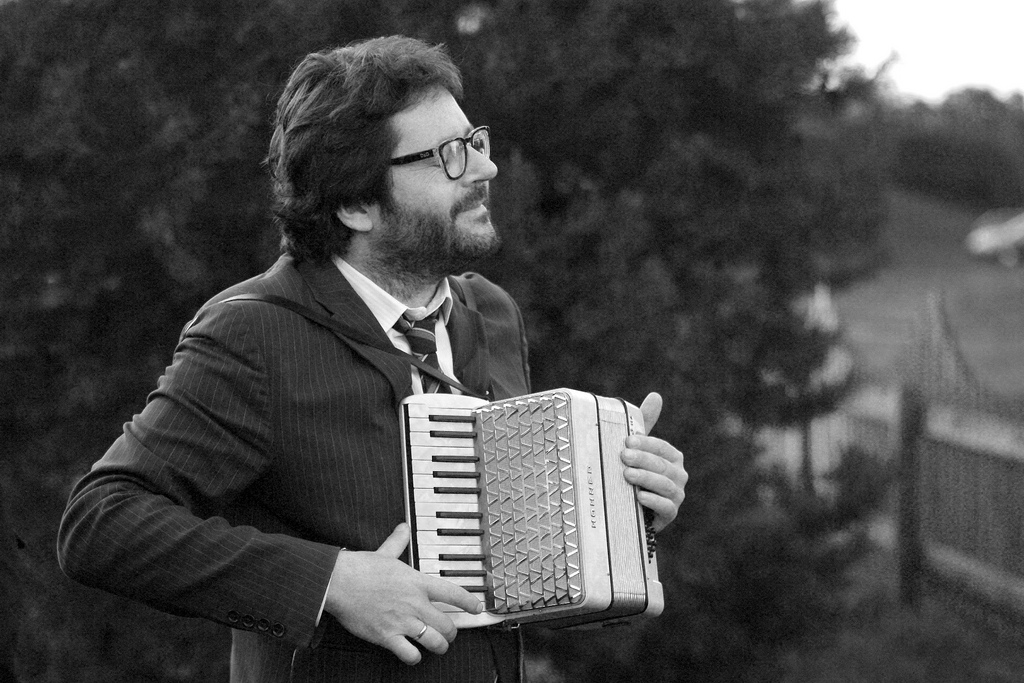
Turnau

| - Bronisław Chromy - Ewa Demarczyk - Leszek Długosz - Anna Dymna - Wiesław Dymny - Janina Garycka - Jan Güntner - Tamara Kalinowska - Krzysztof Komeda - Zygmunt Konieczny - Andrzej Kurylewicz - Tadeusz Kwinta |  | - Kika Lelicińska - Krzysztof Litwin - Stanisław Radwan - Barbara Nawratowicz - Jan Nowicki - Maria Nowotarska - Mirosław Obłoński - Joanna Olczak-Ronikier - Agnieszka Osiecka - Krzysztof Penderecki - Joanna Plewińska | - Mieczysław Święcicki - Kika Szaszkiewiczowa - Jerzy Turowicz - Jerzy Vetulani - Andrzej Wajda - Kazimierz Wiśniak - Dorota Terakowska - Grzegorz Turnau - Leszek Wójtowicz - Krystyna Zachwatowicz - Andrzej Zarycki - Dorota Ślęzak - Ewa Wnuk- Krzyzanowska |  |